# Miguel Mari Lasa
Miguel María Lasa Urquía, (Oyarzun, 4 de noviembre de 1947), conocido como Miguel Mari Lasa y apodado Lapa, fue un ciclista español, profesional entre 1969 y 1981.
Obtuvo un total de 76 victorias, entre las que destacan sus triunfos de etapa en las tres Grandes Vueltas, 6 en la Vuelta a España, 3 en el Giro de Italia y 2 en el Tour de Francia. En la ronda española logró además subir en cuatro ocasiones al podio al finalizar la prueba dos veces en el segundo puesto y en otras dos ocasiones en tercera posición.
Hermano menor de otro ciclista, José Manuel Lasa, antes de su llegada al ciclismo profesional, participó en los Juegos Olímpicos de México 1968 en las pruebas de ciclismo en ruta individual (terminó 42.º) y ciclismo en ruta contrarreloj por equipos (terminó 11.º).
Tras su retirada como ciclista profesional siguió ligado al mundo del ciclismo como director deportivo del modesto equipo Wigarma durante las temporadas de 1991 y 1992.

## Palmarés
| 1967 - Campeonato de España de Montaña - Prueba de Legazpi - 2.º en la Vuelta a Navarra 1969 - Campeonato de España de Montaña - Campeón de España por Regiones - GP Villafranca de Ordizia 1970 - 1 etapa del Giro de Italia - 1 etapa de la Volta a Cataluña - 2 etapas de la Vuelta a Levante - 1 etapa de la Vuelta a los Valles Mineros - Campeón de España por Regiones - Clasificación de las metas volantes de Vuelta a España 1971 - 3 etapas de la Vuelta al País Vasco - Campeonato de España de Montaña - Campeón de España por Regiones - 1 etapa de la Vuelta a Asturias - Vuelta a Mallorca, más 1 etapa - G.P. Cuprosan 1972 - 2 etapas de la Vuelta a España - 1 etapa en el Giro de Italia - Campeonato de España de Montaña - Semana Catalana, más 2 etapas - Campeón de España por Regiones - Vuelta a Menorca, más 1 etapa - Gran Premio Nuestra Señora de Oro 1973 - G.P. Primavera - Vuelta a Mallorca, más 1 etapa - 2.º en el Campeonato de España por Regiones Contrarreloj (con Guipúzcoa) 1974 - Vuelta al País Vasco, más 1 etapa - 1 etapa de la Vuelta a Asturias - 1 etapa de la Volta a Cataluña - G.P. Navarra - Campeón de España por Regiones - 1 etapa de la Vuelta a Mallorca | 1975 - 2 etapas de la Vuelta a España, más clasificación por puntos - Vuelta a Asturias, más 3 etapas - Tour de Corse, más 1 etapa - Campeón de España por Regiones - G.P. Pascuas 1976 - 1 etapa del Tour de Francia - 2.º en el Campeonato de España en Ruta 1977 - 1 etapa de la Vuelta al País Vasco - 1 etapa de la Semana Catalana - 1 etapa de la Vuelta a Asturias - 1 etapa de la Vuelta a los Puertos - Torrejón-Dyc 1978 - 1 etapa del Tour de Francia - 1 etapa de la Volta a Cataluña - 1 etapa de la Semana Catalana - G.P. Navarra - GP Villafranca de Ordizia - Trofeo Masferrer (ex aequo con Pedro Torres) 1979 - 1 etapa de la Vuelta a España - 1 etapa de la Vuelta al País Vasco - 1 etapa de la Vuelta a Asturias - 2.º en el Campeonato de España en Ruta - 1 etapa de la Vuelta a Valencia - G.P. Primavera 1980 - 2.º en el Campeonato de España en Ruta - 1 etapa de la Vuelta a Castilla 1981 - 1 etapa de la Vuelta a España - 1 etapa del Giro de Italia |

## Resultados en Grandes Vueltas y Campeonato del Mundo
Durante su carrera deportiva ha conseguido los siguientes puestos en las Grandes Vueltas y en los Campeonatos del Mundo en carretera:
| Carrera         | 1969 | 1970 | 1971 | 1972 | 1973 | 1974 | 1975 | 1976 | 1977 | 1978 | 1979 | 1980 | 1981 |
| --------------- | ---- | ---- | ---- | ---- | ---- | ---- | ---- | ---- | ---- | ---- | ---- | ---- | ---- |
| Giro de Italia  | -    | 8.º  | -    | 9.º  | -    | -    | 9.º  | 28.º | 19.º | Ab.  | -    | 18.º | 37.º |
| Tour de Francia | -    | -    | -    | -    | -    | 17.º | -    | 34.º | -    | 41.º | -    | -    | -    |
| Vuelta a España | 21.º | 7.º  | 4.º  | 2.º  | -    | 3.º  | 3.º  | -    | 2.º  | -    | 11.º | 9.º  | 10.º |
| Mundial en Ruta | -    | 21.º | -    | -    | -    | -    | -    | 11.º | 15.º | -    | 30.º | -    | -    |

-: no participa

Ab.: abandono